# Halma plc
Halma plc ist eine Gruppe von Technologie-Unternehmen in den Bereichen Medizin-, Sicherheits- und Messtechnik. Sie ist an der London Stock Exchange  gelistet und gehört zum FTSE 100 Index.

## Geschäftsfelder
Die Halma-Gruppe investiert in Nischenmärkten in vier strategischen Bereichen: Medizinprodukte, Gefahrenmeldeanlagen, Wasseraufbereitungsanlagen und Sicherheitssysteme für die Industrie und Energiewirtschaft.

## Geschichte
Das Unternehmen wurde 1894 im Distrikt Kegalle in Sri Lanka als The Nahalma Tea Estate Company Limited gegründet. Da die Plantage später hauptsächlich Kautschuk produzierte, wurde die Firma 1937 in Nahalma Rubber Estate Company Limited umbenannt. Im Rahmen der Verstaatlichung der Kautschukproduktion ging die Plantage in staatliche Verwaltung über und die ab 1956 Halma Investments Limited genannte Holding erschloss neue Geschäftsfelder. Das Unternehmen mit Sitz in London und wurde 1981 als Public Limited Company registriert und im Dezember 2017 in den FTSE 100 Index der Londoner Börse aufgenommen.